# Makek Mandjab
Makek Mandjab est un village de la région du Centre du Cameroun, situé dans la commune de Dibang. 

## Population et développement
La population de Makek Mandjab était de 261 habitants dont 136 hommes et 126 femmes, lors du recensement de 2005.     